# Temnora leighi
Temnora leighi är en fjärilsart som beskrevs av Rothschild och Jordan 1915. Temnora leighi ingår i släktet Temnora och familjen svärmare. Inga underarter finns listade i Catalogue of Life.